# 绒苞藤
绒苞藤（学名：Congea tomentosa）为马鞭草科绒苞藤属下的一个种。